# Garo Paylan

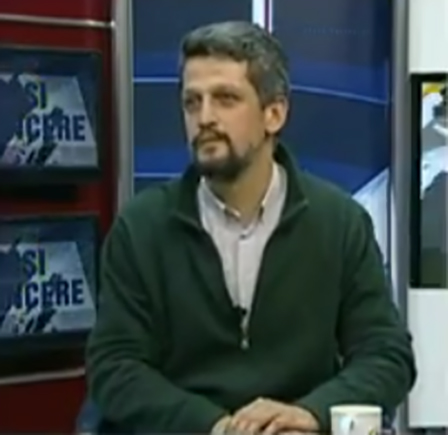
Garo Paylan

Garo (Garabed) Paylan (armenisch Կարո Փայլան, * 1972 in Istanbul) ist ein türkischer Lehrer und ehemaliger Parlamentsabgeordneter armenischer Abstammung. Er war gewählter Abgeordneter der Großen Nationalversammlung.

## Leben und Werk
Paylans Familie stammt aus Malatya und zog 1969 nach Istanbul, wo Paylan 1972 auf die Welt kam. Er graduierte an der Fakultät für Unternehmensführung der Universität Istanbul. Bei der Parlamentswahl 2015 errang er (neben Selina Özuzun Doğan von der CHP und Markar Esayan von der AKP als einer von insgesamt drei Armeniern bei dieser Wahl) im Stimmbezirk Istanbul II ein Mandat für die Demokratische Partei der Völker (HDP). Vor seiner Tätigkeit als Abgeordneter war der ausgebildete Betriebswirt Lehrer und Koordinator für armenische Schulen in Istanbul. Bei der Neuwahl im November des gleichen Jahres wurde er wiedergewählt. Seitdem ist er Mitglied im parlamentarischen Ausschuss für Planung und Budget.
Er kritisiert offen die Leugnung des Völkermords an den Armeniern und wurde deshalb öfters tätlich angegriffen sowie im Parlament ausgebuht. Während eines Treffens für eine Verfassungsänderung am 2. Mai 2016 war Paylan in eine Schlägerei verwickelt, in der ihn der Justizminister Bekir Bozdağ für eine Auseinandersetzung in der Vorwoche verantwortlich machte.
Paylan klagt über rassistische Bemerkungen zu seiner armenischen Herkunft; über die Gewalt gegen ihn protestierte der Türkische Menschenrechtsverein.
Im April 2018 wurde von der Staatsanwaltschaft gegenüber Paylan wegen Beleidigung des Türkentums und des Präsidenten die Aufhebung der parlamentarischen Immunität angestrengt.
Am 24. Juni 2018 wurde er als Abgeordneter der Demokratischen Partei der Völker in der Großen Nationalversammlung wiedergewählt.
Paylan wurde von der HDP für die Parlamentswahl 2023 nicht nominiert.

## Ehrungen
- 2017 Goldmedaille der Staatlichen Universität Jerewan
- 2018 Médaille de la Ville de Paris